# Mark Witherspoon
Mark Witherspoon, född den 3 september 1963, är en amerikansk före detta friidrottare som tävlade i kortdistanslöpning.
Witherspoons främsta merit är silvermedaljen vid inomhus-VM 1987 på 60 meter. Han deltog vid VM 1987 i Rom på 100 meter men blev något överraskande utslagen redan i försöken. Vid Olympiska sommarspelen 1992 tävlade han på 100 meter men startade inte i semifinalen dit han hade kvalificerat sig.

## Personliga rekord
- 100 meter - 10,04 från 1987